# CA12
CA12 (англ. Carbonic anhydrase 12) – білок, який кодується однойменним геном, розташованим у людей на короткому плечі 15-ї хромосоми. Довжина поліпептидного ланцюга білка становить 354 амінокислот, а молекулярна маса — 39 451.
| 10         |  | 20         |  | 30         |  | 40         |  | 50         |
| ---------- |  | ---------- |  | ---------- |  | ---------- |  | ---------- |
| MPRRSLHAAA |  | VLLLVILKEQ |  | PSSPAPVNGS |  | KWTYFGPDGE |  | NSWSKKYPSC |
| GGLLQSPIDL |  | HSDILQYDAS |  | LTPLEFQGYN |  | LSANKQFLLT |  | NNGHSVKLNL |
| PSDMHIQGLQ |  | SRYSATQLHL |  | HWGNPNDPHG |  | SEHTVSGQHF |  | AAELHIVHYN |
| SDLYPDASTA |  | SNKSEGLAVL |  | AVLIEMGSFN |  | PSYDKIFSHL |  | QHVKYKGQEA |
| FVPGFNIEEL |  | LPERTAEYYR |  | YRGSLTTPPC |  | NPTVLWTVFR |  | NPVQISQEQL |
| LALETALYCT |  | HMDDPSPREM |  | INNFRQVQKF |  | DERLVYTSFS |  | QVQVCTAAGL |
| SLGIILSLAL |  | AGILGICIVV |  | VVSIWLFRRK |  | SIKKGDNKGV |  | IYKPATKMET |
| EAHA       |  |            |  |            |  |            |  |            |

A: Аланін

C: Цистеїн

D: Аспарагінова кислота

E: Глутамінова кислота

F: Фенілаланін

G: Гліцин

H: Гістидин

I: Ізолейцин

K: Лізин

L: Лейцин

M: Метіонін

N: Аспарагін

P: Пролін

Q: Глутамін

R: Аргінін

S: Серин

T: Треонін

V: Валін

W: Триптофан

Кодований геном білок за функцією належить до ліаз. 
Задіяний у такому біологічному процесі, як альтернативний сплайсинг. 
Білок має сайт для зв'язування з іонами металів, іоном цинку. 
Локалізований у мембрані.